# 景昉
景昉，字爾健，號寰杲，一號启寰，山西平陽府安邑縣人，盐籍，明朝政治人物。

## 生平
十一月二十二日生，治诗经。萬曆四年（1576年）丙子科山西鄉試第十六名舉人，二十三年（1595年）乙未科會試第二百十八名，廷試三甲第九十八名進士。工部觀政，八月授四川夹江县知县，二十五年調获鹿县，二十八年丁母憂。復除完县。明习吏治，左右无所欺抗，中官百姓释金壕之累以治行第一。擢工部主事，晉郎中。四十一年（1613年）升山东右参政、备兵天津。历任山东按察使、河南右布政使。天启元年改河南左布政使。孝友克敦，忠良自立。教子登科为者三人，嗣乡贤。

## 家族
曾祖景𣁦。祖景管，靈臺知縣。父景東生，嘉靖戊午舉人。母周氏。慈侍下。兄景暘。弟景明，壬辰進士，官中书舍人。次景曜、景晧。
元配喬氏。长子景永庆，万历三十四年舉人，官阳武县知县。次子景永祚，天启四年舉人。三子景永禩。第四子景永祜，万历四十三年舉人。弟景明，万历二十年进士，官太常寺少卿。侄景陲威，万历辛卯舉人。明子景永祯，万历庚子舉人。